# 北角海濱花園

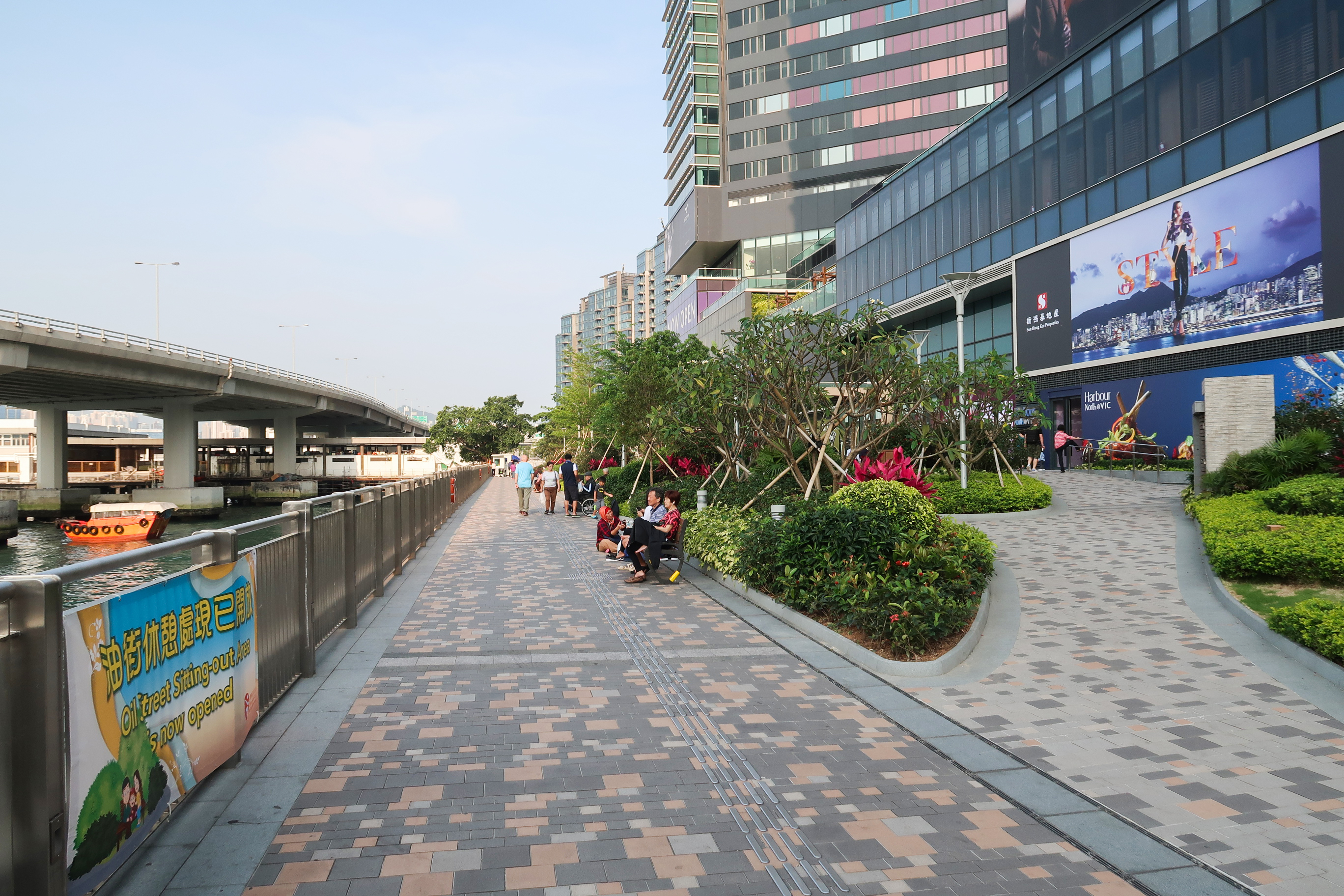
北角海濱花園近香港維港凱悅尚萃酒店

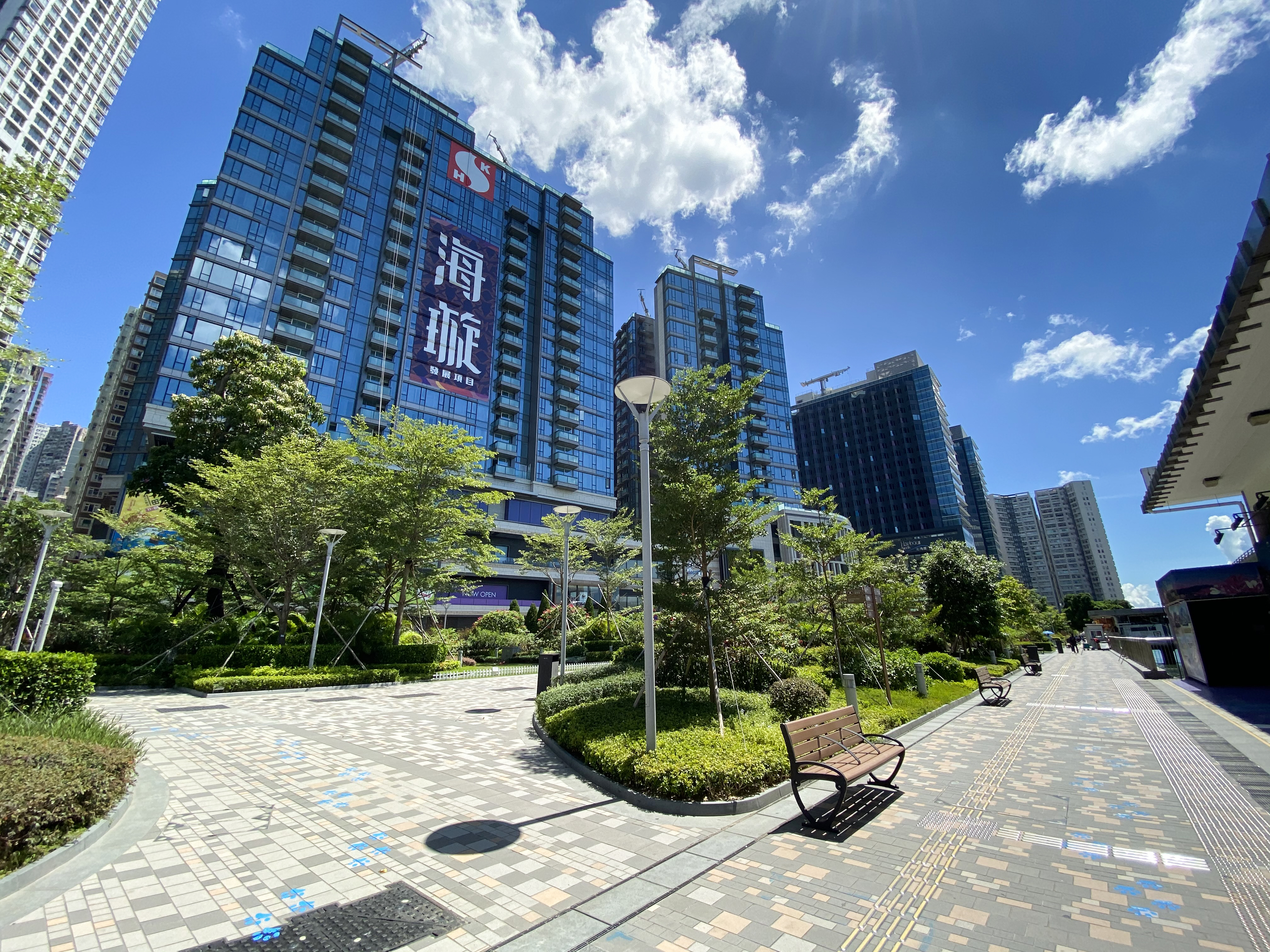
北角海濱花園近海璇

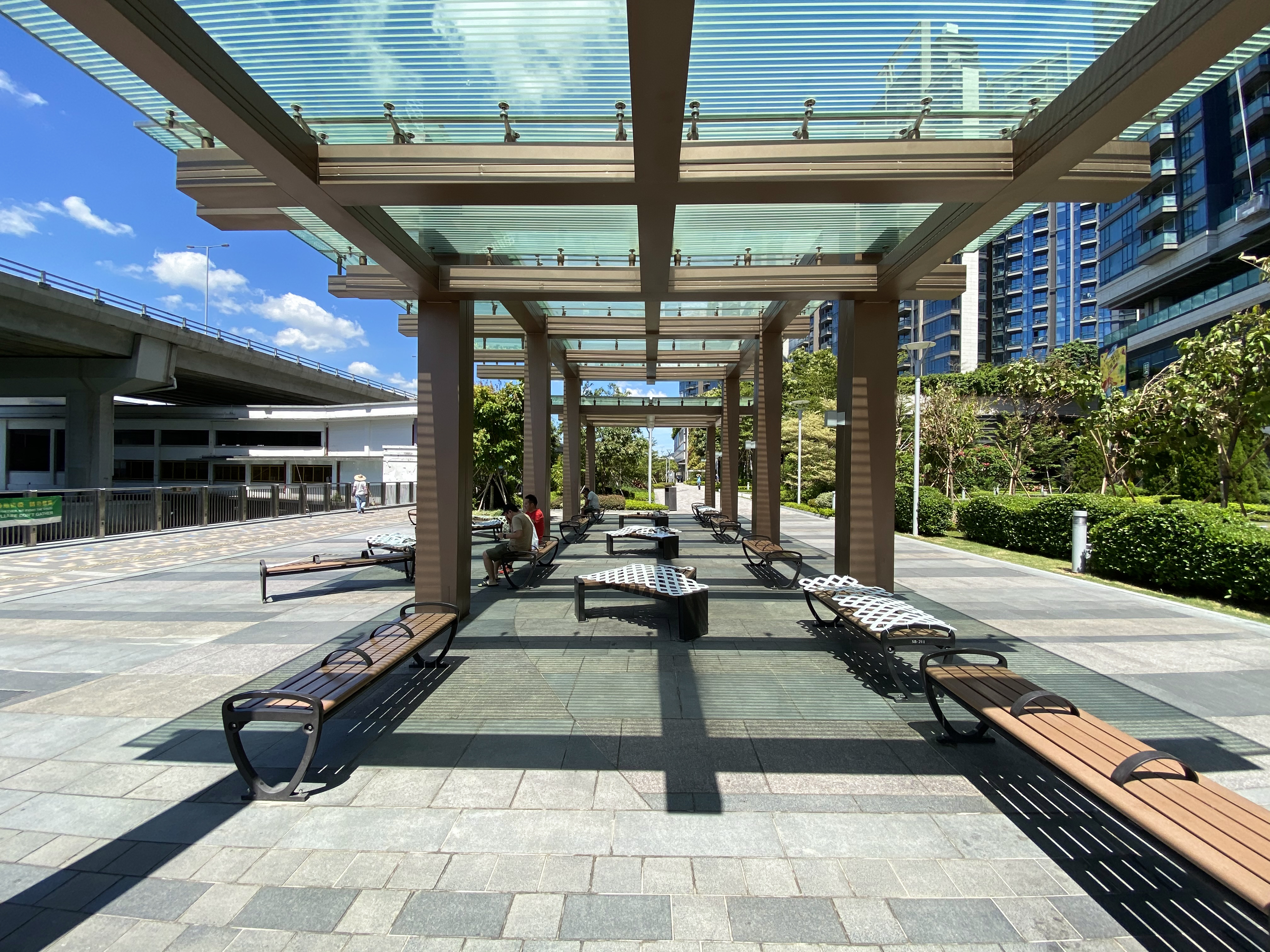
涼亭

北角海濱花園（英語：North Point Promenade）是香港港島北角的公園和遊樂場，鄰近北角渡輪碼頭，香港維港凱悅尚萃酒店和商場北角匯。行政上屬於東區。公園由新鴻基地產根據海璇發展條款，需設綠化空間和海濱長廊而興建。海濱花園在2018年至2020年分階段落成後，交由康樂及文化事務署負責管理。

## 設施
花園設有寵物角、涼亭、長者健身設施和園景。其中中央草坪範圍與商場北角匯連接。而2020年7月，本地針織藝術塗鴉工作室La Belle Epoque將十個欄杆擺設愛神公仔作品。